# Ahe
Ahe és un atol de les Tuamotu, a la Polinèsia Francesa. Administrativament és una comuna associada a la comuna de Manihi. Està situat a 15 km a l'oest de Manihi i a 450 km al nord-est de Tahití.

## Geografia
L'atol té una longitud de 20 km i una amplada de 10 km. La superfície emergida és de 12 km² i la llacuna té 145 km². L'anella de corall, de 57 km de longitud, només es trenca en un sol pas estret, anomenat Tiareroa i situat a l'oest de l'atol.
L'única vila és Tenukupara, al sud de l'atol. Els 561 habitants (cens del 2007) viuen principalment del cultiu de perles. Des del 1997 disposa d'un aeròdrom.

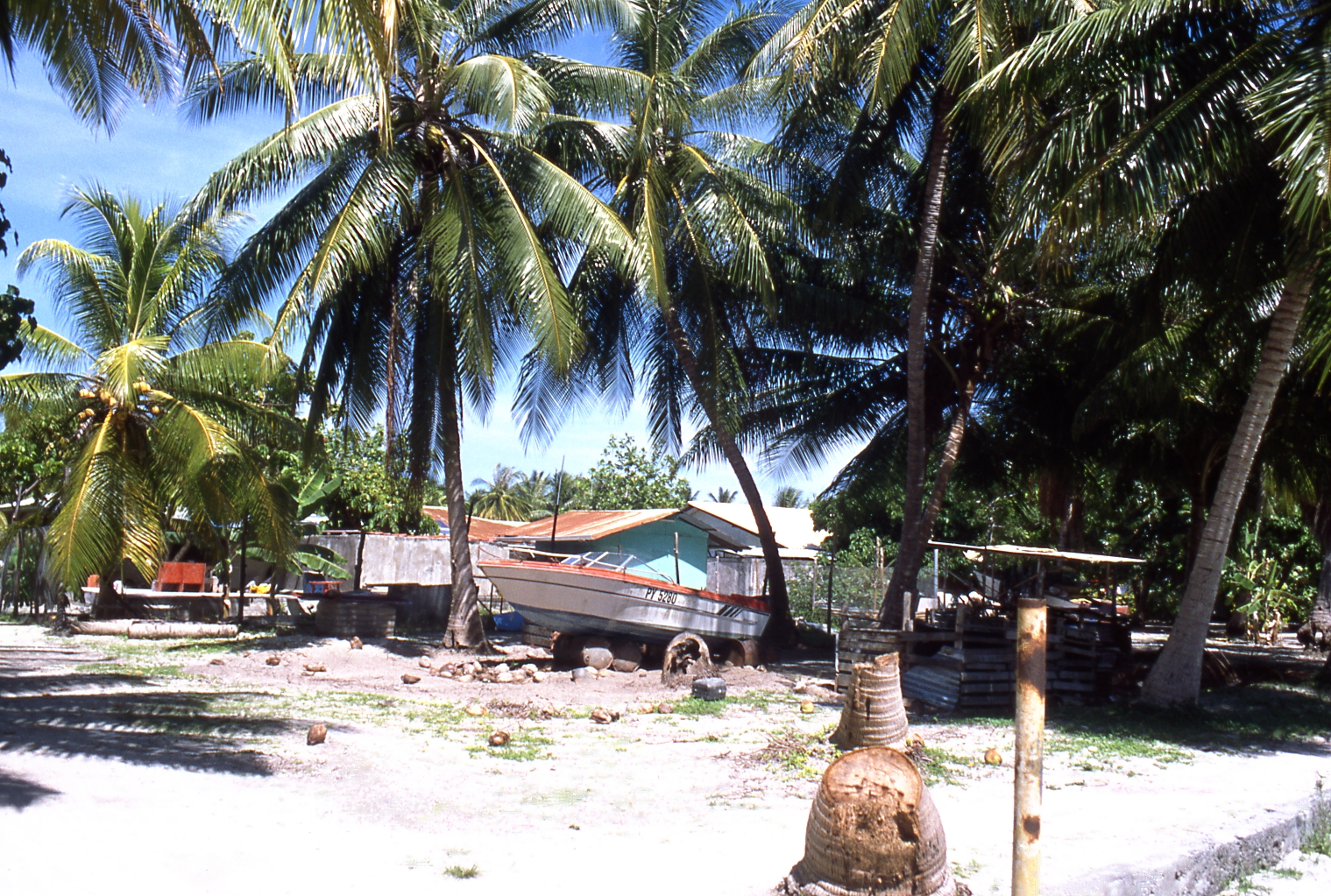
Vista de Tenukupara

|  | Ahe Manihi (27,2 km) Arutua (102,5 km) Apataki (106,9 km) Aratika (142,7 km) Rangiroa (172,9 km) Takapoto (121,2 km) |

## Història
Va ser descobert per l'anglès Charles Wilkes, el 1839, i el va anomenar amb el nom d'un dels seus vaixells: Peacock.